# Masacre de Portadown
La masacre de Portadown ocurrió en el condado irlandés de Antrim, en la provincia de Úlster a mediados de noviembre, durante el levantamiento popular de 1641. Alrededor de 100 protestantes mayoritariamente ingleses fueron asesinados por un grupo de irlandeses armados. Consistió en la peor masacre de protestantes entre 1641-42. (probablemente la segunda peor fue la quema de graneros en Shewie la cual acabó con 22 muertos).

## La masacre
La rebelión estalló en octubre de 1641 y estuvo marcada por ataques contra los colonizadores ingleses y escoceses protestantes que habían llegado a Úlster durante la colonización de la zona. Al principio, las revueltas consistían en apaleamientos y robos a los colonos locales, luego expulsiones e incendios de casas y finalmente en asesinatos. En noviembre de 1641, grupos armados de las fuerzas de Úlster acorralaron a algunos colonos protestantes ingleses y escoceses y los condujeron hacia la costa y una vez ahí los obligaron a embarcarse hacia Gran Bretaña. Uno de los grupos de protestantes fue aprisionado en la iglesia de Loughall. Se les informó que los conducirían hacia el este en donde serían expulsados hacia Inglaterra. A los soldados irlandeses se les dijo que serían comandados por el capitán Manus O'Cane o por Toole McCann (informes posteriores difieren en este punto). Después de algún tiempo, sacaron a los colonos de la iglesia y los condujeron hacia un puente del río Bann. Una vez en el puente, pararon al grupo y los amenazaron con picas y espadas y los despojaron de sus vestimentas para luego arrojarlos a las heladas aguas del río a punta de espada. La mayoría se ahogaron o murieron de frío. Mutilaron a una mujer embarazada y la ahogaron y a otros les quemaron los pies con ascuas para que revelasen dónde tenían el dinero escondido.
Se estima el número de asesinados en al menos unos 100 y hasta podría pensarse en unos 300. Tal y como dijo William Clark, un sobreviviente de la masacre, durante las deposiciones de 1642, que al menos unas 100 personas fueron asesinadas en el puente. Al ser Clark testigo de la masacre, su testimonio se tiene por el más creíble.

## Los fantasmas de Portadown
Las deposiciones registran numerosos informes de avistamientos de fantasmas después de la masacre: Por ejemplo, una mujer llamada Elizabeth Price aseguró haber visto en el lugar de la masacre a un espíritu con la figura de una mujer: Sus ojos parecían titilar en su rostro y su piel era tan blanca como la nieve... proclamó y repitió la palabra venganza, venganza, venganza. Durante algún tiempo continuó apareciendo y únicamente desapareció cuando las fuerzas colonizadoras llegaron a la ciudad. El mensaje expuesto en tales historias es evidente. Alrededor de doscientos años después, en 1886, el historiador Robert Dunlop debatió que la presencia de dichas historias de fantasmas en las deposiciones no tienen valor como prueba de ello. Los historiadores modernos generalmente aceptan que en 1641 hubo un gran número de atrocidades en Úlster, pero desechan la idea de que hubo masacres de protestantes al por mayor.